# Лоуренс, Дэвид (композитор)
Дэ́вид Не́ссим Ло́уренс (англ. David Nessim Lawrence, род. 1960) — американский композитор, пишущий музыку в основном к музыкальным фильмам. Сын известных певцов Э́йди Горме́ и Стива Лоуренса.

## Фильмография
Дэвид Лоуренс писал музыку к фильмам:
1. 1993 — «Москит» / англ. Skeeter
2. 1994 — «Hits!»
3. 1994 — «Затерянный лагерь» / англ. «Camp Nowhere»
4. 1994 — «Спи со мной» / англ. «Sleep with Me»
5. 1995 — «Последний рывок» / англ. «Terminal Rush»
6. 1995 — «Великий обмен мамами» / англ. «The Great Mom Swap» (ТВ)
7. 1996 — «Стальные акулы» / англ. «Steel Sharks»
8. 1996 — «Сексуальная рулетка» / англ. «Sexual Roulette»
9. 1996 — «Один в лесу» / англ. «Alone in the Woods»
10. 1996 — «Замороженная калифорнийка» / англ. «Encino Woman» (ТВ)
11. 1996 — «Ложная цель» / англ. «Moving Target»
12. 1997 — «Лучший друг собак» / англ. «Dog's Best Friend» (ТВ)
13. 1998 — «Хочешь жить — умей вертеться» / англ. Hi-Life
14. 1999 — телесериал «Беверли-Хиллз, 90210» / англ. «Beverly Hills, 90210» (1990—2000), серия «I'm Married»
15. 1999 — «Американский пирог» / англ. American Pie
16. 2000 — «Net Worth»
17. 2000 — «Свой парень» / англ. «Company Man»
18. 2000—2001 — телесериал «Диагноз: убийство» / англ. «Diagnosis Murder» (1993—2001), 12 серий
19. 2001 — «А вот и доктор» / англ. «The Shrink Is In»
20. 2001 — «Американский пирог 2» / англ. «American Pie 2»
21. 2002 — «Романтическое преступление» / англ. «Life Without Dick»
22. 2002 — «Король вечеринок» / англ. «Van Wilder»
23. 2002 — «Без предупреждения» / англ. «Without Warning» (ТВ)
24. 2003—2004 — телесериал «Still Life», 5 серий
25. 2003 — телесериал «Сваха» / англ. «Miss Match»
26. 2004 — «Fortunate Son »
27. 2004 — «Pop Rocks» (ТВ)
28. 2004 — «Джимини Глик в Ля-ля-вуде» / англ. «Jiminy Glick in Lalawood»
29. 2004 — «The Madam's Family: The Truth About the Canal Street Brothel» (ТВ)
30. 2004 — «Snow» (ТВ)
31. 2005 — «Скорая помощь» / англ. «Ambulance Girl» (ТВ)
32. 2005 — «Двойная игра» / англ. «Getting Played»
33. 2006 — «Классный мюзикл» / англ. High School Musical (ТВ)
34. 2006 — «Чита Гёрлз 2» / англ. «The Cheetah Girls 2» (ТВ)
35. 2006 — «Самое необычное Рождество Рыжика» / англ. «Holidaze: The Christmas That Almost Didn't Happen» (Видео)
36. 2007 — «Классный мюзикл: Каникулы» / англ. High School Musical 2 (ТВ)
37. 2007 — телесериал «Кейн» / англ. Cane, 13 серий
38. 2006—2008 — телесериал «Иерихон» / англ. Jericho, 29 серий
39. 2008 — «Американская аллея» / англ. «The American Mall» (ТВ)
40. 2008 — «The Cheetah Girls: One World» (ТВ)
41. 2008 — «Классный мюзикл: Выпускной» / англ. «High School Musical 3: Senior Year»
42. 2008 — телесериал «Чистильщик» / англ. The Cleaner, 13 серий
43. 2008 — «Navidad, S.A.»
44. 2009 — «Первая любовь»
45. 2015 — «Наследники»
46. 2017 — «Наследники 2»
47. 2019 — «Наследники 3»

## Награды
- 2001 — Приз за лучшую музыку к кино- и телефильмам Американского общества композиторов, авторов и издателей (The American Society of Composers, Authors and Publishers) за музыку к фильму «Американский пирог 2».